# 圣迪奥尼西
圣迪奥尼西（法語：Saint-Dionisy，法語發音：[sɛ̃ djɔnizi]；2011年之前名为圣迪奥尼齐 (Saint-Dionizy)）是法国加尔省的一个市镇，位于该省中南部，属于尼姆区。

## 地理
圣迪奥尼西（43°48'17"N, 4°13'43"E）面积3.42 平方千米，位于法国奧克西塔尼大區加尔省，该省份为法国南部沿海省份，南端濒地中海，北起顺时针与阿尔代什省、沃克吕兹省、罗讷河口省、埃罗省、阿韦龙省和洛泽尔省接壤。
与圣迪奥尼西接壤的市镇（或旧市镇、城区）包括：卡尔维松、克拉朗萨克、朗格拉德、纳日和索洛尔格、圣科姆和马吕埃若勒。
圣迪奥尼西的时区为UTC+01:00、UTC+02:00（夏令时）。

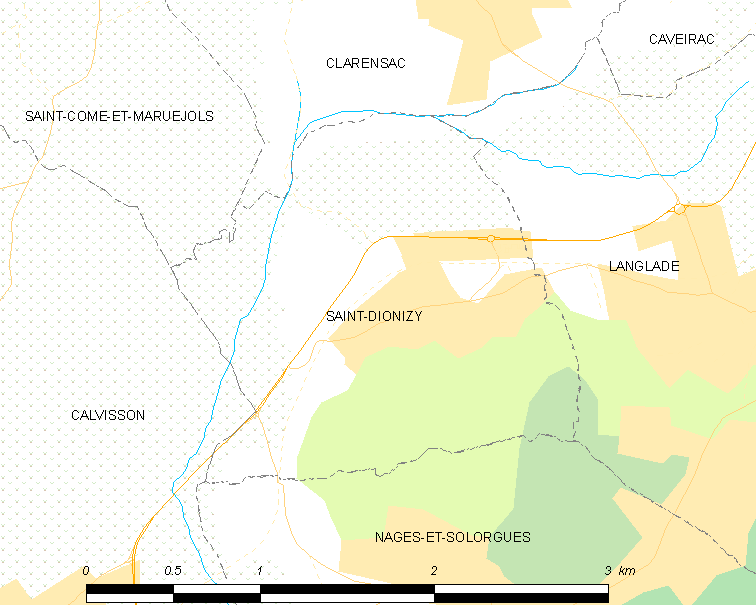
圣迪奥尼西的OSM定位图

## 行政
圣迪奥尼西的邮政编码为30980，INSEE市镇编码为30249。

## 政治
圣迪奥尼西所属的省级选区为圣吉勒县。

## 人口

1962-2008年间圣迪奥尼西人口变化图示

圣迪奥尼西于2022年1月1日时的人口数量为1071人。